# Christiane Slawik

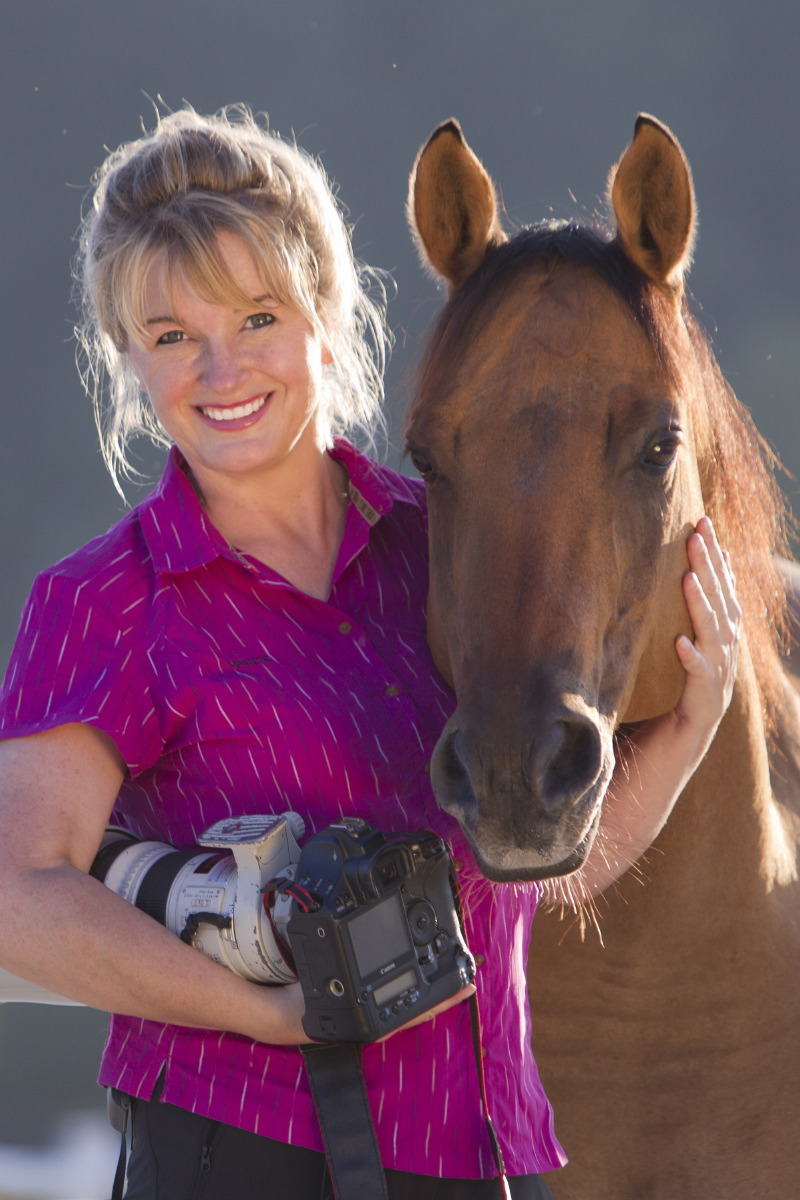
Christiane Slawik

Christiane Slawik (* 13. Januar 1964 in Würzburg)
ist eine deutsche Fotografin und Autorin, die sich besonders auf Pferdebilder und -themen spezialisiert hat.

## Leben
Sie studierte an der Julius-Maximilians-Universität Würzburg. Ihre Examensarbeit hatte mit dem Titel „Hippologische Betrachtungen über naturalistische Pferdedarstellungen in der bildenden Kunst“ bereits Pferde zum Thema.
Nach Aufenthalten in den USA folgte eine Mitarbeit beim Radio, danach eine Tätigkeit als Moderatorin und temporäre Chefredakteurin beim Fernsehen in Deutschland.
Slawik arbeitet für etwa 40 Verlage. Sie veröffentlicht Fachbücher, -artikel und Bildbände in Europa und den USA. Ihre Fotografien erscheinen jedes Jahr auf Zeitschriften-Covern, illustrieren rund zwanzig Kalender und Fachbücher. 2008 gewann ihr Bildband „Motiv: Pferd“ den Benjamin-Franklin-Award als bestes US-Tierbuch des Jahres. 2011 verlieh der Graphische Klub Stuttgart e.V. in seiner Kaufkalenderschau dem Slawik Kalender „Horses 2011“ (DUMONT) bei 635 Teilnehmern eine Bronzemedaille.

## Werke

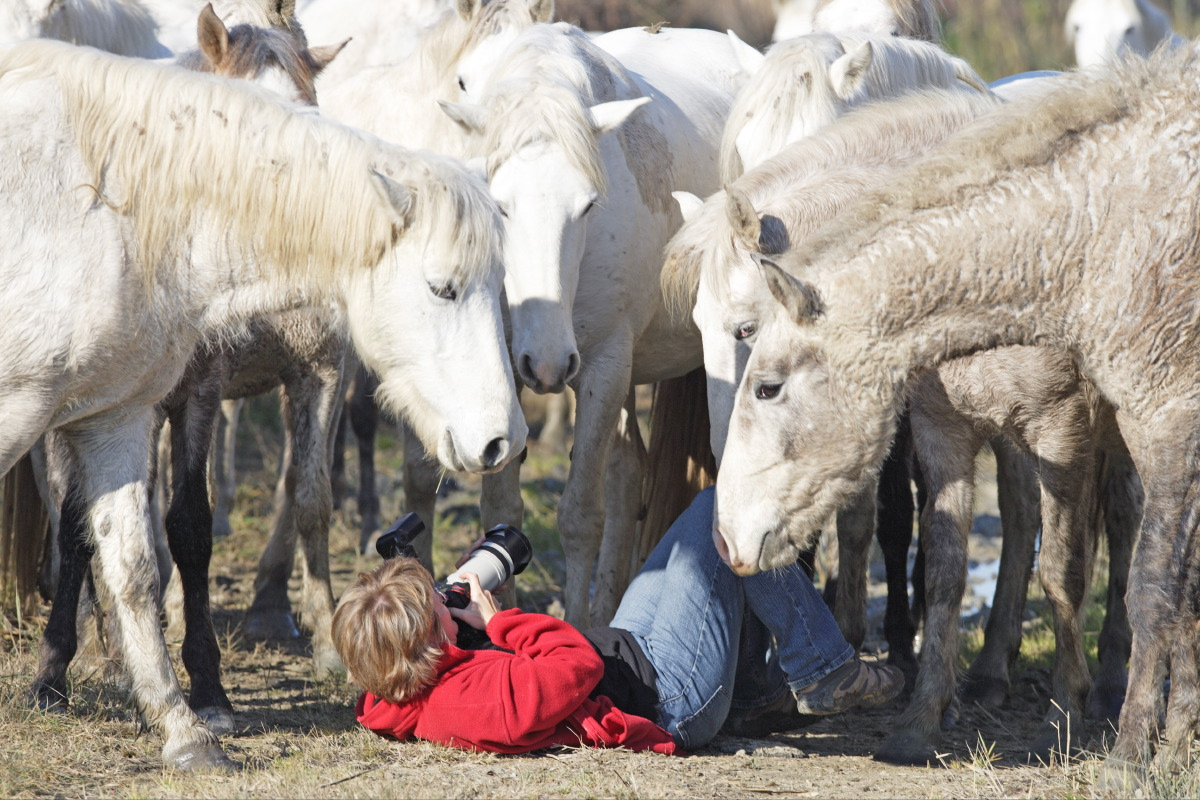
Christiane beim Arbeiten

- Tinker Ponys. Cadmos Verlag, auf Niederländisch beim Forte Verlag, Lüneburg 2000, ISBN 3-86127-352-7.
- Schwere Jungs. Cadmos Verlag, Lüneburg 2002, ISBN 3-86127-383-7.
- Legendäre Pferde der Berber. Cadmos Verlag, Brunsbek 2006, ISBN 3-86127-432-9.
- Happiness is a Horse. Willow Creek Press, Minocqua/Wisconsin (USA) 2008, ISBN 978-1-59543-596-5.
- Motiv Pferd. Cadmos Verlag, Hamburg 2007, ISBN 978-3-86127-445-2.
- Koňská Duše. Jezdectví, Prag 2007, ISBN 80-7250-367-7.
- Die Magie der Pferde. Cadmos Verlag, Schwarzenbeck 2009, ISBN 978-3-86127-471-1.
- Pferdegeschichten aus Österreich. AV Buch-Verlag, Erscheinungsort Jahr, ISBN 978-3-7040-2340-7.